# 三溴乙烷
三溴乙烷（英語：Tribromoethane）分子式：C2H3Br3，摩尔质量：266.76 g/mol，可以指：
- 1,1,1-三溴乙烷，CAS号：2311-14-0
- 1,1,2-三溴乙烷，CAS号：78-74-0